# Tout va bien
Pour les articles homonymes, voir Tout va bien (homonymie).
Pour plus de détails, voir Fiche technique et Distribution.
Tout va bien est un film dramatique italo-français écrit et réalisé par Jean-Luc Godard et Jean-Pierre Gorin, sorti en 1972, racontant une grève dans une usine, avec piquet de grève et séquestration du patron, dans la France de l'après Mai 68.

## Contexte
Le film s'inscrit dans deux contextes spécifiques :  d'une part, concernant la société française, la fin d'une période en France avec l'après-mai 68 et la démission du fondateur de la Cinquième République, les soubresauts des années 1970, et d'autre part, pour les films de Jean-Luc Godard, la fin du collectif militant et maoïste Dziga Vertov. Ce film marque le retour à une fiction plus traditionnelle, avec deux vedettes dans les premiers rôles, Yves Montand et Jane Fonda, même si le synopsis est marqué par une longue séquence de grève dans une usine avec séquestration de dirigeant,,.

## Synopsis
Le film s'ouvre sur une série de chèques signés pour faire un film (acteurs, techniciens, laboratoire...). La voix off explique que pour faire un film, il faut de l'argent et que pour avoir de l'argent, il faut des stars. Le film nous montre alors Yves Montand (lui) et Jane Fonda (elle, Suzanne) et explique que ces deux personnages sont en couple.
Le couple se rend dans une usine de charcuterie industrielle, sans savoir qu'elle est occupée par ses ouvriers. Ils se retrouvent séquestrés avec le patron. Suzanne est journaliste pour une radio américaine, elle devait interviewer le patron,. Celui-ci lui explique qu'alors qu'un « petit débrayage » était prévu par la CGT, des ouvriers extérieurs à ce syndicat ont pris le pouvoir et bloqué totalement l'usine. Par la suite, Suzanne interroge ces ouvriers qui expliquent combien les conditions de travail et les rapports de classe sont durs dans l'usine.
Une fois sortis de l'usine, Suzanne essaye de faire un sujet sur cette occupation mais n'y arrive pas. Elle explique, face caméra, qu'elle était journaliste culturelle avant Mai 68, mais qu'elle est passée à des sujets plus sociaux après les événements, ce qui lui convient mieux. Mais ce qui est difficile pour elle, c'est que dans la radio pour laquelle elle travaille, tous les articles ont l'air d'être dits de la même voix, et que cette voix ne convient pas pour raconter ce qu'elle a vu dans l'usine.
Lui reprend son travail aussi, il réalise une publicité pour les collants Dim. Il explique qu'il était cinéaste, mais, après mai 68, il s'est rendu compte qu'on ne pouvait plus faire de films comme avant, c'est-à-dire comme si Mai 68 n'avait pas existé. Confronté à cette impossibilité de continuer à faire des films, il a décidé pour gagner sa vie de devenir réalisateur de films publicitaires.

## Fiche technique
- Titre original français : Tout va bien
- Titre italien : Crepa padrone, tutto va bene
- Réalisateurs : Jean-Luc Godard et Jean-Pierre Gorin
- Scénario :  Jean-Luc Godard et Jean-Pierre Gorin
- Image : Armand Marco
- Son : Antoine Bonfanti, Bernard Ortion
- Décors : Jacques Dugied
- Montage : Claudine Merlin et Kenout Peltier
- Production : Jean-Pierre Rassam
- Société de production : Anouchka Films. Vicco Films, Empire Film
- Pays de production :  France -  Italie
- Langue originale : français
- Format : couleurs
- Genre : Drame
- Durée : 95 minutes
- Date de sortie : 
  - France : 28 avril 1972
  - Italie : août 1972 (Mostra de Venise 1972) ; 30 novembre 1972 (sortie nationale)

## Distribution
- Jane Fonda : Suzanne, dite « elle »
- Yves Montand : Jacques, dit « lui »
- Vittorio Caprioli : le patron
- Anne Wiazemsky : une ouvrière
- Éric Chartier : un ouvrier
- Elizabeth Chauvin
- Castel Casti
- Ibrahim Seck
- Marcel Gassouk

## Production
Après les années d'engagement politique qui ont suivi Mai 68 et la remise en question du mode de fabrication cinématographique, Godard et Gorin ont dû reconnaître que pour réaliser un film d'avant-garde destiné à ne pas se limiter à une petite élite, il fallait employer des capitaux et des vedettes de niveau international. C'est la raison pour laquelle ils acceptent de faire ce film avec des codes de production et des conventions artistiques qu'ils ont eux-mêmes qualifiés de « bourgeois ».

« On s'est dit que ce film nous fasait revenir dans le système mais qu'il fallait être plus fort que lui. Prendre le projet de Rassam, mais être meilleur que Rassam : récupérer son argent, ses vedettes, mais faire notre film à nous. »

— Jean-Pierre Gorin
Les deux hommes acceptent la proposition du producteur Jean-Pierre Rassam parce que les caisses du Groupe Dziga Vertov sont vides ; ils sentent tous deux que ce sera la fin de l'expérience collective qu'ils ont menée depuis 1969. Ils parviennent à obliger le producteur, qui a une liaison avec Isabel Pons, membre du Groupe, à embaucher également les autres techniciens du Groupe Dziga Vertov.
Le film a été tourné en un peu moins de six semaines, du 17 janvier au 23 février 1972, dès que Godard s'est rétabli après son grave accident de voiture de l'année précédente ; le travail a été retardé car les deux acteurs Yves Montand et Jane Fonda ont refusé d'être dirigées en plateau par Jean-Pierre Gorin.
Dans plus d'un sens, il s'agit vraiment d'un « retour » de Godard au grand cinéma, et pour le public, il est favorisé par le fait que le protagoniste est un Américain à Paris comme Jean Seberg dans son premier long métrage, À bout de souffle, et qu'il parle français avec cet accent étranger qu'il adore (comme la première femme du réalisateur, Anna Karina).

« Vous verrez un film d'amour avec vos vedettes préférées. Ils s'aiment et se battent comme dans tous les films. Mais ce qui les sépare ou les rassemble s'appelle la lutte des classes. Jane Fonda, journaliste, et Yves Montand, cinéaste, passent d'un "je t'aime" à un "je ne t'aime plus", puis à un deuxième "je t'aime", cette fois différent du premier. En effet, entre les deux "je t'aime", il y a 45 minutes où ils sont enfermés dans une usine. »

— Jean-Luc Godard, interview dans Le Monde du 27 avril 1972
À la « transparence » recherchée sur les mécanismes et les coûts de production répond la transparence théâtrale de l'usine, reconstituée dans les studios Éclair à Épinay-sur-Seine et montée en écran partagé pour montrer toutes les pièces des trois étages en même temps, où se déplacent le réalisateur et les journalistes, les ouvriers occupants, les syndicalistes et autres travailleurs dans les différentes pièces. Au-delà de la référence directe à la scénographie du Tombeur de ces dames de Jerry Lewis, la référence au théâtre semble obligatoire, notamment (et pour la dernière fois chez Godard) à Bertolt Brecht : un hommage au théâtre politique qui non seulement clôt l'aventure du groupe Dziga Vertov mais aussi baisse le rideau sur les énergies créatrices libérées par les soixante-huitards français. L'atelier est construit comme une gigantesque maison de poupée, de 30 mètres de long sur trois étages, le décor le plus grand et le plus cher de Godard si l'on excepte le travail accompli sur son film Passion.

### Scène du supermarché
Tout aussi originale est la scène de l'incursion dans le supermarché Carrefour, conséquence directe du travail de Godard sur le plan-séquence effectué dans ses films d'avant 1968 (Week-end) : la caméra fait des allers-retours, en restant de l'autre côté des caisses pour montrer les différents scènes qui se déroulent entre les rayons. Le plan séquence commence à la première caisse de gauche, le travelling se poursuit jusqu'à la dernière caisse, montrant les clients faisant la queue pour payer, et Suzanne marchant en prenant des notes sur un cahier et se demandant si le texte qu'elle écrit sera aussi enregistré sur cassette. Arrivée à l'extrême droite, après la dernière caissière, la caméra révèle l'entrée des étudiants qui se dispersent. Le mouvement s'inverse sur la gauche et s'attarde sur un militant qui vend, au milieu des rayons, le programme du Parti communiste français comme s'il s'agissait de n'importe quel autre produit ; les garçons s'arrêtent pour lui poser des questions qu'il prend pour des provocations.
Le travelling continue vers le point de départ, à gauche, montrant les jeunes hommes qui commencent à jeter des marchandises en vrac dans les chariots des clients et les incitent à partir sans passer par la caisse ; les caissiers regardent la scène assis sur leur siège, la caméra tourne à nouveau à droite en suivant la longue file de chariots remplis à ras bord, puis on voit arriver la police, qui distribue des matraques et, dans certains cas, prend également possession des produits. La scène dure au total 10 minutes, et est filmée en un seul plan-séquence.
Pour la dernière fois, la seconde épouse de Godard, Anne Wiazemsky, dont il vit séparément (ils ne divorceront qu'en 1979), apparaît dans un rôle mineur (une militante dans la scène du supermarché) dans un film de Godard. Au-delà de ce dernier témoignage, Tout va bien reste selon Alain Badiou une allégorie de la gauche qui prend fin avec Mai 68.

## Sélection
Le film est sélectionné à la Mostra de Venise 1972 mais il en est retiré par ses réalisateurs qui choisissent de le faire projeter au  « contre-festival » organisé par deux associations d'auteurs italiens, l'ANAC et l'ANCI, promu notamment par Pier Paolo Pasolini.